# I. Lajos portugál király
I. Lajos (Luís I.) (teljes nevén: Luís Filipe Maria Fernando Pedro de Alcântara António Miguel Rafael Gabriel Gonzaga Xavier Francisco de Assis João Augusto Júlio Valfando de Saxe-Coburgo-Gotha e Bragança) (Lisszabon, 1838. október 31. – Cascais, 1889. október 19.) Portugália királya.

## Élete
Szász-Coburg-Koháry Ferdinánd herceg és II. Mária második gyermeke. Bátyjának, V. Péternek halála után 1861. november 11-én jutott a trónra. Lajos király bátyjához hasonlóan sikertelenül lépett fel az országában zajló pártharcok ellen. Folyamatos kormányváltásokat nézett végig. 1870-ben Saldanha megbuktatta Loulé herceget, de alig egy évvel később kénytelen volt ő is átadni bársonyszékét Fontes Pereira de Mellónak, aki kisebb megszakításokkal ugyan, de 1886-ig állt a kormány élén. Melló olyannyira népszerűvé tette Lajos királyt, hogy Népszerű Lajosként említik a korabeli leírások. Újjászervezte a hadsereget, vasutakat építtetett, kiterjesztette a választójogot, valamint új polgári és büntető törvénykönyvet szerkesztett. Egyedül az ország pénzügyi gondjain nem tudott enyhíteni. Mindezek ellenére Mellónak a gyarmatok ügyeire is maradt ideje. Sok nehézség leküzdése után végül átadta helyét Luciano Castro-nak. Ő a németekkel, a franciákkal és a Kongó állammal kötött szerződéseket, amelyek némi veszteséggel ugyan, de véglegesen megállapították a portugál gyarmatok határait.

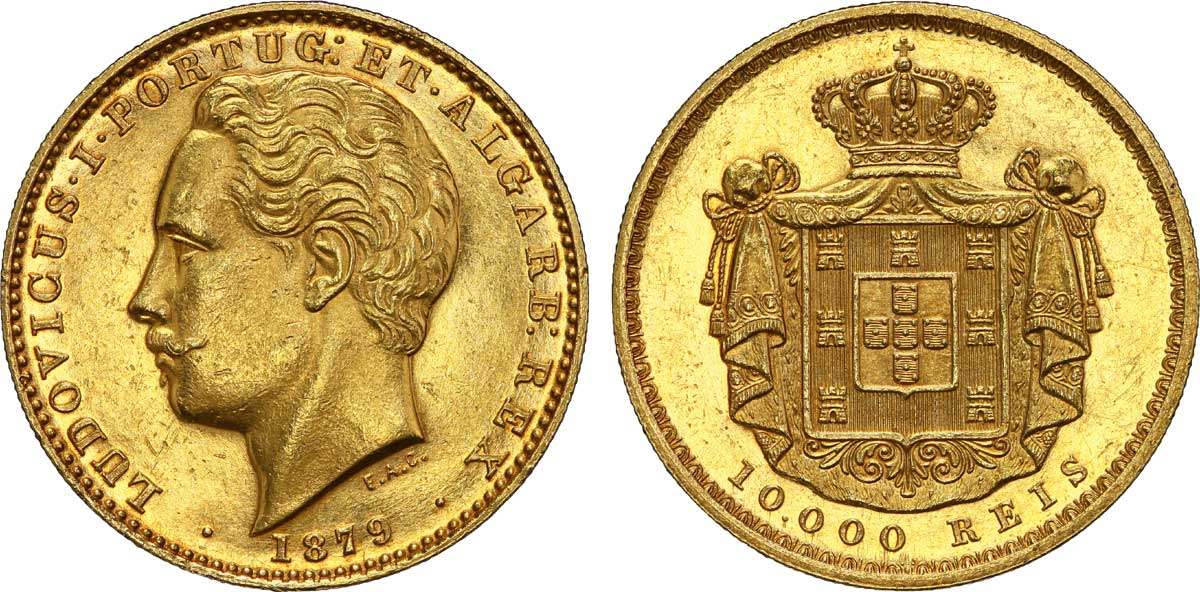
1879-es portugál 10 000 reálos arany pénzérme, I. Lajos király portréjával.

## Családja
1862-ben nőül vette Savoyai Mária Pia olasz királyi hercegnőt (1847–1911), aki két fiút szült neki:
- Károly herceg (1863–1908), később I. Károly néven Portugália királya.
- Alfonz herceg (1865–1920).

| Előző uralkodó: V. (Reményteljes) Péter | Portugália királya 1861 – 1889 Bragança-ház | Következő uralkodó: I. (Diplomata) Károly |